# 林肯中心室內樂協會
林肯中心室內樂協會（英語：The Chamber Music Society of Lincoln Center）創立於1965年，為林肯表演藝術中心下轄十二個常駐藝術團體之一。

## 沿革

### 現況
林肯中心室內樂協會一年舉辦逾兩百場演出，在頻繁的演出巡迴行程之外，亦推行教育發展，以及進行專輯錄音等。

## 組織
林肯中心室內樂協會現任藝術總監為鋼琴家吳菡（Wu Han）與其夫婿芬柯（David Fincel），成員囊括世界各地知名樂團首席、藝術總監及音樂系所所長等近兩百位頂尖音樂家。

### 成員
以下僅列舉部分成員：
- 阿托品（Dmitri Atapine，大提琴）
- 簡佩盈（鋼琴）
- 黃俊文（小提琴）
- 黃心芸（中提琴）
- 卡瓦費恩（Ani Kavafian，小提琴與中提琴）
- 基夫（Erin Keefe，小提琴）
- 林昭亮（小提琴）
- 紐鮑爾（Paul Neubauer，中提琴）
- 波赫約寧（Juho Pohjonen，鋼琴）
- 邵欣玲（大提琴）
- 弗拉特科維茨（Radovan Vlatkovi，法國號）

## 評價
- 「（林肯中心室內樂協會的）特點在於：一首樂曲即使演奏了五十次，卻都是跟不同的人一起合作。如此一來，每個人說故事的切入角度都不一樣，對於樂曲的詮釋就不會單一[1]。」—梁秀玲，巴哈靈感音樂協會理事長

### 參照
1. ↑  李秋玫. . 2017年11月: 35.